# Hétoimoclès de Sparte
Hétoimoclès de Sparte (grec ancien : Ἑτοιμοκλης), fils d'Hipposthénès, est un vainqueur olympique du VIe siècle av. J.-C. originaire de Sparte.
Il remporta l'épreuve de lutte (πάλη / pálê) des enfants aux 47es jeux en 592 av. J.-C. puis quatre victoires adultes, toujours en lutte aux 48, 49, 50 et 51es jeux de 588 à 576 av. J.-C.,,.

## Sources
- (en) Mark Golden, Sport in the Ancient World from A to Z, Londres, Routledge, 2004 (ISBN 0-415-24881-7).
- (it) Luigi Moretti, « Olympionikai, i vincitori negli antichi agoni olimpici », Atti della Accademia Nazionale dei Lincei, vol. VIII,‎ 1959, p. 55-199.
- Jean-Manuel Roubineau, Milon de Crotone ou l'invention du sport, Presses universitaires de France, 2016, 355 p. (ISBN 978-2130653691).
- Pausanias, Description de la Grèce [détail des éditions] [lire en ligne] (3, 13, 9).